# Muzykanci (opowiadanie)
Muzykanci – opowiadanie grozy autorstwa Andrzeja Sapkowskiego; pierwszy horror tego autora. Opowiadanie ukazało się w antologiach – pierwszy raz w 1990 w Wizjach alternatywnych. Opowiadania nawiązuje do tematu przemocy wobec zwierząt, której eskalacja prowadzi do zagłady cywilizacji.

## Historia
Powstało w 1989 roku, gdy Wojtek Sedeńko zaproponował Sapkowskiemu publikację w antologii fantastyki polskiej pod roboczym tytułem Zagrożenia, zastrzegając jednak, że nie powinno to być opowiadanie fantasy. Sapkowski, ze względu na temat antologii, zdecydował się napisać swój pierwszy horror. Ostatecznie antologia ukazała się w 1990 roku pod tytułem Wizje alternatywne; następnie opowiadanie było wznawiane w antologiach Trzynaście kotów (1997), Coś się kończy, coś się zaczyna (2000) i Maladie i inne opowiadania (2012).
Samo opowiadanie zostało zainspirowane historią, którą Sapkowski opowiedział Stanisławowi Beresiowi: kot należący do sąsiada Sapkowskiego spadł z balkonu, jednak jego właściciel przez kilka dni nie wykazał zainteresowania umierającym zwierzęciem.

## Fabuła
Akcja rozgrywa się w latach 90. dwudziestego wieku. Andrzej Nejman prowadzi śledztwo w sprawie dziwnych morderstw. Na miejscu zbrodni brakuje jakichkolwiek śladów, czy świadków, jedynym tropem okazuje się to, że motywem zabójstwa może być męczenie zwierząt przez ofiary. Nejman szykuje prowokację…
Historia ukazana została z perspektywy zarówno ludzi, jak i zwierząt – to właśnie one okazują się zdolne zapobiec katastrofie, jaka ma spaść na ludzi jako kara za okrucieństwo. Przemoc ludzi wobec zwierząt prowadzi do przedarcia się do naszej rzeczywistości sił ponadnaturalnych, negatywnie wpływających na ludzi; tylko ludzie żyjący w przyjaźni ze zwierzętami mogą się uratować w tej nowej rzeczywistości, z pomocą tych zwierząt, które są pozytywnie do nich nastawione.

## Odbiór
W 1991 Sapkowski otrzymał za to opowiadanie nagrodę Fundacji Literackiej im. Natalii Gall.
W 2001 Tomasz Pacyński recenzując zbiór Coś się kończy, coś się zaczyna dla fanzinu Fahrenheit napisał, że zawiera on „znakomite teksty o kotach”.
W 2012 zbiór Maladie i inne opowiadania zrecenzował dla portalu Poltergeist (polter.pl) recenzent o pseudonimie Camillo. Opowiadanie to, tak samo jak podobne (Tandaradei!) ocenił negatywnie, pisząc, że są to najsłabsze opowiadania w zbiorze, opisując je następująco: „Ich główny grzech to całkowity brak suspensu, przez co opowiadania są […] nudne. Obserwujemy jakichś bohaterów, w tle dzieje się coś mrocznego, ale nie bardzo wiemy co, a gdy już się dowiadujemy, to okazuje się, że jednak nic ciekawego”. Muzykantów uznał za najsłabsze, pisząc, że „co chwila zmienia się bohater dzierżący point of view, co przy mało klarownej fabule pogłębia wrażenie chaosu”.

## Analiza
Opowiadanie zaliczane jest do fantastyki grozy (horroru) i jest jednym z najbliższych, jeśli nie najbliższym, temu gatunkowi utworów Sapkowskiego. Jest to także pierwsze i jedno z nielicznych opowiadań Sapkowskiego z tego gatunku. Opowiadanie ma także pewne drugorzędne cechy gatunku fantasy; sam Sapkowski zwrócił uwagę na swoją inspirację Wodnikowym Wzgórzem i „zwierzęcym... genre’m fantasy”.
Jan Ratuszniak zwrócił uwagę na motywy krytyki ery PRL-u, a także nieefektywnych i skorumpowanych ośrodków władzy (specyficznie, policji). Sam Sapkowski opisał opowiadanie jako koncentrujące się na motywie degeneracji jednostek, widocznych w każdym systemie – tutaj, w Polsce zarówno przed jak i po transformacji ustrojowej.
Opowiadanie nawiązuje do baśni braci Grimm, Muzykanci z Bremy. Według Ucherek, motywem przewodnim opowiadania są prawa zwierząt, czy prościej, złe traktowanie zwierząt przez ludzi (taki epizod, zaobserwowany przez Sapkowskiego w rzeczywistości, był także inspiracją do powstania samego utworu). W przypadku struktury utworu, według Ucherek Sapkowski wykorzystuje tradycyjną „strukturę odkrywania” – czytelnik stopniowo wprowadzany jest w świat grozy, przechodząc do niego ze świata codziennego; a bohaterowie są traktowani brutalnie i w większości skazani na porażkę, udrękę i śmierć.